# Лавинный каньон

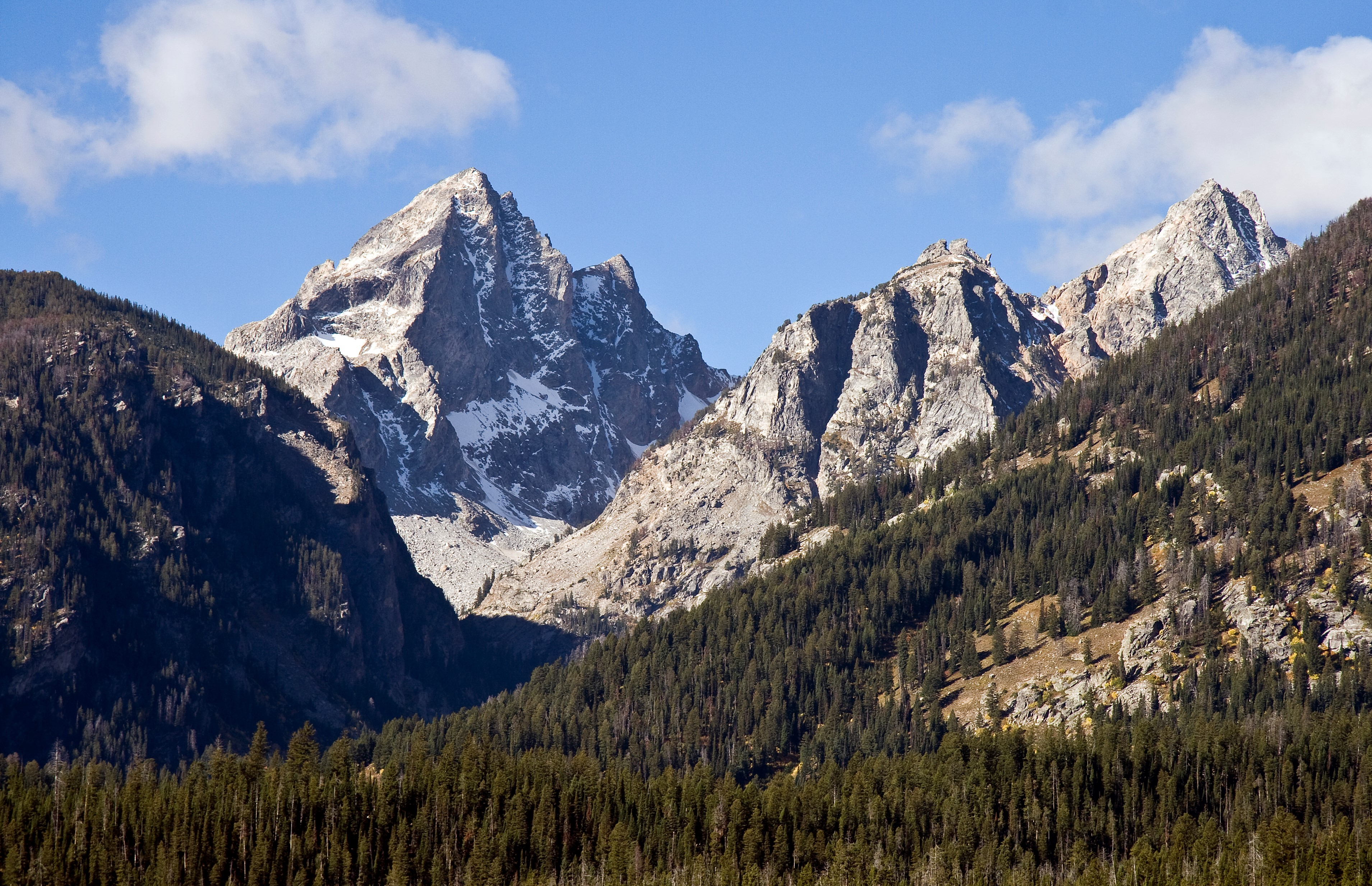
Лавинный каньон

Лавинный каньон — ущелье в национальном парке Гранд-Титон в американском штате Вайоминг. Образован ледниками, отступившими в конце последнего ледникового периода около 15 тыс. лет назад, оставившими после себя U-образную долину. 
К северу от каньона лежат Южный Тетон, Купол Клаудвейла и пик Нез-Персе, а к юго-западу-гора Уистер и пик Вуали. Озеро Сноудрифт и озеро Тамина расположены в начале каньона. В 8 км к юго-востоку от каньона расположена деревня Муз. На хребте Титон расположены пик Шэдоу и пик Нез-Персе.
Главные достопримечательности в окрестностях — водопады Шошоко (в 1,5 км к западу от каньона) и Бэннок (2 км к северо-востоку).